# Parque nacional Mungo

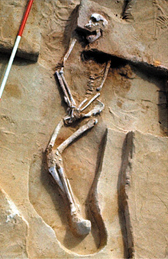
Hombre de Mungo.

El Parque Nacional Mungo National Park es un parque nacional en el suroeste de Nueva Gales del Sur (Australia), ubicado a 743 km al oeste de Sídney, en el condado de Balranald. Forma parte de la Región de los Lagos Willandra, sitio perteneciente a la lista del Patrimonio de la Humanidad de la Unesco. El parque cubre 2400 kilómetros cuadrados e incorpora diecisiete lagos secos. La principal característica del parque nacional Mungo es el lago Mungo, el segundo más grande de los lagos secos.
El parque tiene gran importancia por los restos arqueológicos allí descubiertos, como el Hombre de Mungo, que es el más antiguo resto humano encontrado en Australia, también se encontró en esta zona la Mujer de Mungo, que es el más antiguo resto de humano que haya sido cremado en forma ritual. Ambos cuerpos fueron enterrados en la costa del lago Mungo, cerca de los muros de China, una serie de lunettes (crestas en la arena), que se encuentran en el lado este del lago.